# 艾丽卡·康诺利
艾丽卡·康诺利（英語：Erika Connolly，1998年8月27日—），旧姓布朗（Brown），是一名美国女子游泳运动员，主攻短距离自由泳。她在加利福尼亚州普莱森顿开始练习游泳，后来随家人移居至北卡罗来纳州夏洛特。2016年，她进入田纳西大学就读，开始代表该校校队参加校际比赛。2020年，她获得运动机能学专业的学位，从田纳西大学毕业。